# Albertadromeus
Albertadromeus („běžec z Alberty“) byl jen asi 1,6 metru dlouhý a 16 kg těžký býložravý nebo všežravý dinosaurus ze skupiny Ornithopoda.

## Popis
Je znám pouze z neúplných fosilních pozůstatků kostry, objevených roku 2009 v sedimentech geologického souvrství Oldman. Žil před zhruba 77 miliony let, patřil tedy k pozdním svrchnokřídovým formám dinosaurů. Tito menší dinosauři obývali severozápad současné Severní Ameriky. Zřejmě byli častou kořistí velkých tyranosauridů i menších dromeosauridních teropodů, před kterými se snažili zachránit rychlým útěkem.